# 陸奮飛
陸奮飛（1592年—1658年），字翀霄，號紫霞，鎮江府金坛县人。明朝末年政治人物。

## 生平
萬曆四十六年（1618年）戊午科應天府乡试舉人，崇祯四年（1631年）辛未科进士。户部观政，初授推官，改授嘉兴府学教授，遷南京国子监助教，为靖江县一监生申辩，冤案得解。升工部营缮司主事，十年任顺天乡试同考官，丁母忧归乡。十二年起升兵部车驾司员外郎，不久告假回乡。會周延儒再次出任首相，陸奮飛上疏省刑、停工、缓徭、起废、养士五大政，又举荐刘宗周、陈子壮、周鑣、詹尔选、金鉉等東林黨諸人。再起任南京户部福建司郎中，外任江西饶州府知府，改变当地濫讼、溺女的風俗。江西土寇作乱，杀死浮梁知县，大肆杀掠，城中驚懼。陆奋飞打开关门，放出老弱妇女数十万，独留丁壮守城，擒获内应贼人数十人，贼寇遂遁去。晋升分守九江右参议，以积年得病告归，不久明朝灭亡，成为遗老，六十七岁时端坐而逝。

## 著作
著有《云液草》。